# Alan Clark (Historiker)

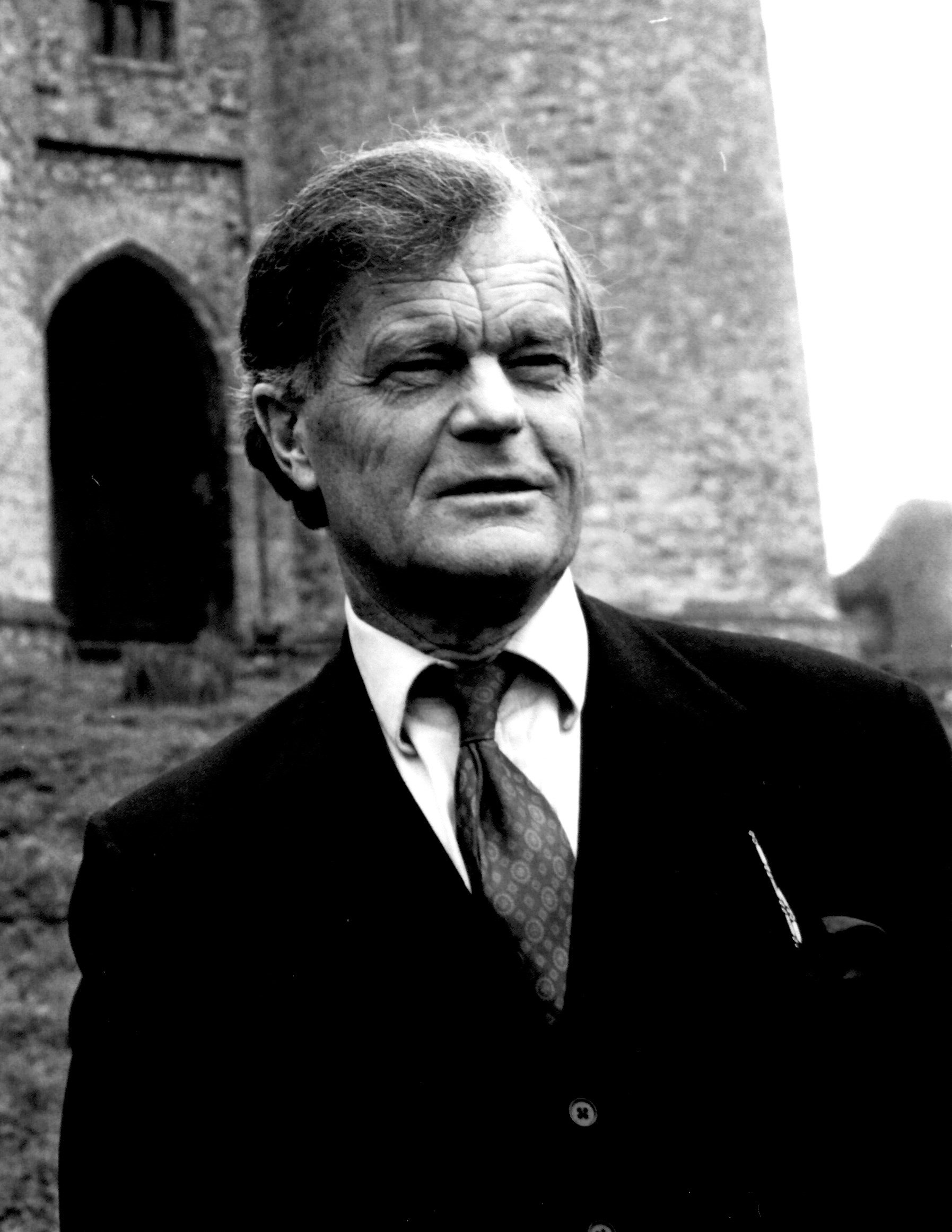
Alan Clark

Alan Kenneth Mackenzie Clark (* 13. April 1928; † 5. September 1999) war ein britischer Historiker, Tagebuchschreiber, Autor und Politiker der Conservative Party (Tories). Clark war langjähriger Abgeordneter des britischen Unterhauses und wurde unter Margaret Thatcher Staatssekretär für Handel, später für Beschäftigung und zuletzt für Verteidigung. Charakteristisch war seine flamboyante Persönlichkeit sowie seine oftmals von der Parteilinie abweichende Positionierung. Am Bekanntesten jedoch wurde er mit seinen autobiographischen Alan Clark Diaries, welche zahlreiche Details über die britische Politik des ausgehenden 20. Jahrhunderts enthalten.

## Frühes Leben
Er wurde 1928 als Sohn des Kunsthistorikers Kenneth Clark in Lancaster Gate 55, London geboren. Von 1942 bis 1946 besuchte er das Eton College.

## Historiker
Clark besuchte ab 1946 Geschichtsvorlesungen in Christ Church (Oxford) und erhielt auch einen third-class honours degree. Später betrieb er privat Forschungen und begann Artikel und Bücher über Militärgeschichte zu veröffentlichen. Sein bekanntestes Werk The Donkeys aus dem Jahre 1961 behandelt auf populärwissenschaftliche Weise die Rolle der britischen Generäle im Ersten Weltkrieg. Das Buch entsprach dem Zeitgeist seiner Entstehung und nahm daher wie das Gros der britischen Bevölkerung der damaligen Zeit eine überaus kritische Position gegenüber dem Generalstab des Expeditionskorps (British exp) ein.

## Politisches Leben
Von 1974 bis 1992 und von 1997 bis 1999 war Clark Mitglied des britischen Unterhauses. Unter Premierministerin Margaret Thatcher wurde er 1983 Unter-Staatssekretär für Arbeit, 1986 Minister für Handel und
1989 Minister für Rüstungsfragen. 1991 wurde Clark Mitglied des Privy Council.

## Veröffentlichungen
- Bargains at Special Prices (1960).
- Summer Season (1961).
- The Donkeys: A History of the British Expeditionary Force in 1915 (1961).
- The Fall of Crete (1963).
- Barbarossa: The Russian-German Conflict, 1941–1945 (1965).
- The Lion Heart: A Tale of the War in Vietnam (1969).
- The Suicide of Empires (1971).
- Aces High: The War in the Air over the Western Front 1914–1918 (1973).
- Diaries (three volumes, 1972–1999):
  - Volume 1 Diaries: In Power 1983–1992 (1993).
  - Volume 2 Diaries: Into Politics 1972–1982 (2000).
  - Volume 3 Diaries: The Last Diaries 1993–1999 (2002).
- The Tories: Conservatives and the Nation State 1922–1997 (1998).
- Backfire: A Passion for Cars and Motoring (2001).